# Diamante Merybrown
Diamante Merybrown, nombre artístico de Jhemmler Castillo (Santiago de los Caballeros, 29 de octubre de 1995), es una bailarina, coreógrafa, profesora de danza y drag queen dominicana afincada en España, conocida por competir en la segunda temporada de Drag Race España.

## Biografía
Jhemmler nació el 29 de octubre de 1995 en Santiago de los Caballeros, República Dominicana.

### Carrera artística
El alter ego de Castillo nació durante un concurso cuando vivía en Australia. Como Jhemmler utiliza el pronombre él, mientras que como Diamante usa ella. Posteriormente cuando migró a España, combinó el arte drag con el baile. Pertenece a la casa Drag Reign, familia drag que comparte con Arantxa Castilla-La Mancha.
El 18 de junio de 2021 apareció como artista invitada en el videoclip Disco Jet Lag de Samantha Hudson, La Prohibida y Putochinomaricón.
Como actor tuvo un papel secundario en la película Una Navidad con Samantha Hudson, que vio su estreno el 19 de diciembre de 2021.
En 2022 concursó en la segunda temporada de Drag Race España, adaptación española de la franquicia RuPaul's Drag Race, que comenzó a emitirse el 27 de marzo de 2022. En el quinto episodio del programa, durante el Snatch Game eligió a RuPaul como personaje a imitar. Su actuación recibió malas críticas por parte del jurado, lo que la llevó a ser nominada para la eliminación junto con su compañera Onyx. Ambas hicieron un lip sync de la canción «Arrasando» de Thalía. Finalmente Diamante Merybrown fue la ganadora y pudo continuar en el programa. Posteriormente, en el sexto episodio, Diamante fue una vez más nominada a la eliminación tras las malas críticas del jurado, esta vez junto a su compañera Estrella Xtravaganza. Ambas compitieron en un lip sync de la canción «Se nos rompió el amor» de Rocío Jurado, y finalmente Estrella fue la ganadora, poniendo fin así al transcurso de Diamante Merybrown en el programa.
El 4 de abril lanzó su primer videoclip, Chocolate, en el cual contó con la colaboración de multitud de artistas de la escena drag española, entre ellas Ariel Rec, Arantxa Castilla-La Mancha, Inti, Dita The Vain o Gad Yola.
De julio a diciembre de 2022 participó en la segunda edición de la gira española Gran Hotel de las Reinas junto a sus compañeras de Drag Race España.
En diciembre de ese mismo año lanzó el tema «Pollo Frito» junto a la también artista drag Choriza May.

## Filmografía
| Año  | Título                          | Papel      | Notas       |
| ---- | ------------------------------- | ---------- | ----------- |
| 2021 | Una Navidad con Samantha Hudson | Ella misma | Película    |
| 2022 | Drag Race España                | Ella misma | 9 episodios |
| 2022 | Gran Hotel de las Reinas        | Ella misma |             |
| 2022 | Meet The Queens                 | Ella misma | 1 episodio  |
| 2023 | Sí lo digo                      | Ella misma | 1 episodio  |

## Discografía

### Sencillos
| Año  | Título                        |
| ---- | ----------------------------- |
| 2022 | «Chocolate»                   |
| 2022 | «Pollo Frito» con Choriza May |

## Teatro
- Gran Hotel de las Reinas (2022)